# اقتحام سجن الباستيل
حادثة اقتحام سجن الباستيل وقعت في باريس في الرابع عشر من تموز/يوليو عام 1789م. كان السجن والحصن الذي يعود تاريخه إلى العصور الوسطى والمعروف باسم «الباستيل» يمثل رمزًا للسلطة الحاكمة وسط باريس. وبالرغم من أنه لم يكن في السجن سوى سبعة أسرى وقت اقتحامه إلا أن سقوطه كان بمثابة شرارة اندلاع الثورة الفرنسية، وأصبح فيما بعد رمزًا للجمهورية الفرنسية. ويُعتبر الرابع عشر من تموز/يوليو (بالفرنسية: Le quatorze juillet) عطلة رسمية في فرنسا، ويُعرف باسم (بالفرنسية: Fête de la Fédération) أي عطلة «يوم الاتحاد». ويُطلق عليه عادة اسم «يوم الباستيل» (بالإنجليزية: Bastille Day) في اللغة الإنجليزية.
واجهت فرنسا في عهد الملك لويس السادس عشر أزمة اقتصادية كبيرة بدأتها التكاليف التي تكبدتها فرنسا جرّاء تدخلها في حرب الاستقلال الأمريكية، وجرّاء الجهود المتواصلة لغزو بريطانيا العظمى على وجه الخصوص، وتفاقمت هذه الأزمة نتيجة النظام الضريبي غير العادل. في الخامس من أيار عام 1789م، اجتمع مجلس طبقات الأمة لسنة 1789م للبحث في هذه المسألة، ولكن الأنظمة القديمة والطبقة الاجتماعية الثانية المحافظة في الحكم - والتي كانت تتألف من النبلاء الذين شكلوا ما نسبته 2% من سكان فرنسا في ذلك الوقت - أعاقوا عملهم. في السابع عشر من حزيران 1789م، قامت الطبقة الثالثة وممثليها المنبثقين من الطبقة الوسطى (أو ما يسمى بالبرجوازية الوسطى) بإعادة تشكيل أنفسهم في الجمعية الوطنية، والتي كانت تهدف إلى إيجاد دستور فرنسي. عارض الملك في البداية هذا التطور، ولكنه اضطر إلى الاعتراف بسلطة هذه الجمعية والتي أطلقت على نفسها اسم الجمعية التأسيسية الوطنية في التاسع من تموز.
كانت حادثة اقتحام سجن الباستيل وما تبعها من إعلان حقوق الإنسان والمواطن الحدث الثالث من المرحلة الأولى للثورة الفرنسية. أما الحدث الأول فكان تمرد النبلاء ورفضهم مساعدة الملك لويس السادس عشر من خلال دفع الضرائب. وكان الحدث الثاني تشكيل «الجمعية الوطنية» وقسم ملعب التنس.
وقد شكلت الطبقة الوسطى الحرس الوطني، وكان يرتدي قبعات عليها أشرطة بثلاث ألوان: الأزرق والأبيض والأحمر. وهذه الألوان هي نتيجة دمج أشرطة بلدية باريس الحمراء والزرقاء مع أشرطة الملك البيضاء. وأصبحت هذه الأشرطة وألوانها الثلاثة رمزًالفرنسا نفسها فيما بعد وألوان علمها.
وأظهرت باريس، والتي كانت قريبة من التمرد و«ثمِلة بالحرية والحماسة»، كما عبر عنها فرانسوس مغنت François Mignet ، تأييدًا واسعًا للجمعية.ونشرت الصحافة مناقشات الجمعية، وتجاوزت المناظرات السياسية حدود الجمعية وانتشرت في الساحات العامة وقاعات العاصمة. وأصبح القصر الملكي وبلاطه مكانًا للاجتماعات المستمرة التي لا تنتهي. وهبّت الحشود - محتجّين بالاجتماع المُعقد في القصر الملكي - لفتح سجن أباي Abbaye وإطلاق سراح بعض جنود الحرس الفرنسي والذين اعتُقلوا - حسب ما تناقله الناس - بسبب رفضهم إطلاق النار على السكان. وأوصت الجمعية بإحالة أمر الحراس الأسرى إلى رأفة الملك. وقد أُعيدوا إلى السجن وحصلوا على العفو. وأصبحت صفوف الفرقة العسكرية، والتي كان يمكن الاعتماد عليه من ذي قبل، تميل نحو قضية الشعب.

## عزل نيكر
في الحادي عشر من تموز عام 1789م، قام الملك لويس السادس عشر بتأثير من النبلاء المحافظين في مجلس الشورى ومع القوات الموجودة في فرساي، وسيفر، ووساحة دي مارس، وسانت دينيس بعزل ونفي وزيره المالي جاك نيكر والذي كان متعاطفا مع الطبقة الاجتماعية الثالثة والذي أعاد تشكيل الوزارة بالكامل. وشغل مناصب بويسيجور Puységur، ومارك دي مونتموري Armand Marc، comte de Montmorin ، ولا لوزيرن La Luzerne، وسانت بيير Saint-Priest ، ونيكر من بعدهم كل من المارشال فكتور فرانسس Victor-François ، والدوق دى بروجلي duc de Broglie، ولا جاليسوني la Galissonnière، و الدوق دي لا فواجيون duc de la Vauguyon ‏، والبارون لويس دي بريتيل Louis de Breteuil ، والمحافظ فولون Foulon.
وصلت أخبار عزل نيكر باريس مساء يوم الأحد الثاني عشر من تموز. وبشكل عام، افترض سكان في باريس أن عزل نيكر دليل على بداية حدوث الانقلاب من جانب العناصر المحافظة. وازداد غضب سكان باريس التحريريون من تخوّفهم أن حشود القوات الملكية القادمة من الحاميات المتاخمة نحو فرساي ستحاول غلق الجمعية الوطنية التأسيسية والتي كانت تلتقي في فرساي. فاجتمعت الجماهير من جميع أنحاء باريس أمام القصر الملكي، وكانت أكثر من عشرة آلاف. وكان كاميل ديمولين Camille Desmoulins، وهو - حسب مغنت - ماسوني من محفل الأخوات التسع، قد نجح في تجميع الحشود بصعوده على طاولة حملا مسدسه في يده وصارخًا: «أيها المواطنون، لا يوجد وقت لنضيعه. إن عزل نيكر هو دق ناقوس سانت بارثولومو Saint Bartholomew للوطنيين!هذه الليلة بالذات، ستغادر جميع الكتائب السويسرية والألمانية ساحة دي مارس لإبادتنا جميعا. لم يبقَ لدينا سوى خيار واحد: حمل السلاح.» 
وكانت الفرق العسكرية السويسرية والألمانية المشار إليها من بين فرق المرتزقة الأجنبية المرتزقة والتي شكلت نسبة هامة من الجيش الملكي، وكان يُنظر إليهم أنهم من المرجح أقل تعاطفًا مع قضية الشعب مقارنة مع الجنود الفرنسيين العاديين. ومع مطلع شهر تموز، كانت هذه الفرق العسكرية الأجنبية تشكل حوالي نصف الخمسة والعشرين ألف قوة نظامية المتمركزة حول باريس وفرساي.
وكانت الجماهير ترفع مجسمات لنيكر ولويس فيليب الثاني، دوق أورليان، خلال المظاهرات العامة التي بدأت في الثاني عشر من تموز.و تصادمت حشود الجماهير مع فرقة الفرسان الملكية الألمانية (Royal-Allemande) بين ميدان فيندوم Place Vendôme وقصر التوليري Tuileries Palace. وسحب القائد الملكي البارون دى بيسينفال Baron de Besenval الفرسان نحو سيفر خوفًا من وقوع سفك دماء بين الحشود غير المسلحة بشكل جيد أو حدوث انشقاقًا في صفوف رجاله. في ذلك الوقت، كانت الاضطرابات تتزايد في صفوف سكان باريس الذين قاموا، نتيجة عدائهم للتشريعات المالية لطبقة الفلاحين، بمهاجمة المراكز الجمركية والتي تسببت في ارتفاع أسعار المواد الغذائية والنبيذ. وبدأ سكان باريس بسلب أي مكان يُخزّن فيه مواد غذائية وأسلحة ومؤونة.في اليوم التالي، الثالث عشر من تموز، انتشرت شائعات بين بأن المؤونة مخزنة في سانت لازار Saint-Lazare والذي كان ملكية ضخمة تابعة لرجال الدين وكان بمثابة دير ومستشفى ومدرسة وحتى سجن.اقتحمت الجماهير الغاضبة المكان ونهبت الممتلكات واستولت على 52 عربة طحين أخذت إلى السوق العام. وفي نفس اليوم، قامت حشود من الناس بسلب أماكن أخرى كثير من بينها مخازن أسلحة. بينما لم تفعل القوات الملكية شيءًا لإيقاف انتشار الفوضى الاجتماعية في باريس خلال تلك الأيام.

## النزاع المسلح
شكلت فرقة الحرس الفرنسي الحامية الدائمة لباريس وبسبب علاقاتها المحلية العديدة مالت نحو قضية الشعب بشكل مشجع.بقيت هذه الفرقة محتجزة في ثكناتها خلال المراحل الأولى لاضطرابات منتصف تموز.وعندما أصبحت باريس مسرحًا للشغب العام، أمر لامبيسك Lambesc، غير واثق بطاعة الفرقة لأوامره، ستين جنديًا بالتمركز أمام المستودع في شوازي دي انتين Chaussée d'Antin. ومرة أخرى، إجراء هدفه كبح الجماح لم يفلح إلا بإثارة الجموع.هزمت فرقة الحرس الوطني جنود الفرسان، وقتلت اثنين منهم وجرحت ثلاثة وأجبرت الباقي على الفرار.وقاوم ضباط الحرس الفرنسي بمحاولات بائسة لاسترداد جنودهم، بينما حصل المواطنون المتمردون على فرقة عسكرية مدربة. ومع إشاعة هذا الأمر، أصبح القادة الملكيون المعسكرون في ساحة دي مارس شاكين بإمكانية الوثوق حتى بالفرق الأجنبية.وشهد «الملك المواطن» المستقبلي لويس فيليب، دوق أورليان هذه الأحداث كضابط شاب، وكان على قناعة بأن الجنود كانوا سيطيعون الأوامر إذا وُضعوا على المحك. وعقّب أيضًا على الأحداث الماضية حيث رأى أن ضباط الحرس الفرنسي أهملوا مسؤولياتهم قبل حدوث الثورة تاركين الفرق العسكرية تحت سيطرة ضباط الصف (العريفين) بذلك. أما قيادة ام دى بيسينفال M. de Besenval غير الحاسمة فقد أدت إلى تنحٍ فعلي عن السلطة الملكية باريس المركزية.

## اقتحام سجن الباستيل
صبيحة اليوم الرابع عشر من تموز عام 1789م، كانت مدينة باريس في حالة من الذعر. وكان قد اقتحم المتظاهرون في وقت سابق ليزانفاليد لجمع الأسلحة (29000 – 32000 بندقية من طراز قديم لكن دون مسحوق البارود أو طلقات). وكانوا يسعون بشكل أساسي إلى الاستيلاء على الأسلحة والذخائر المخزنة في سجن الباستل – كان يوجد أكثر من 13600 كيلو غرام من البارود مخزنة هنالك في الرابع عشر من تموز.

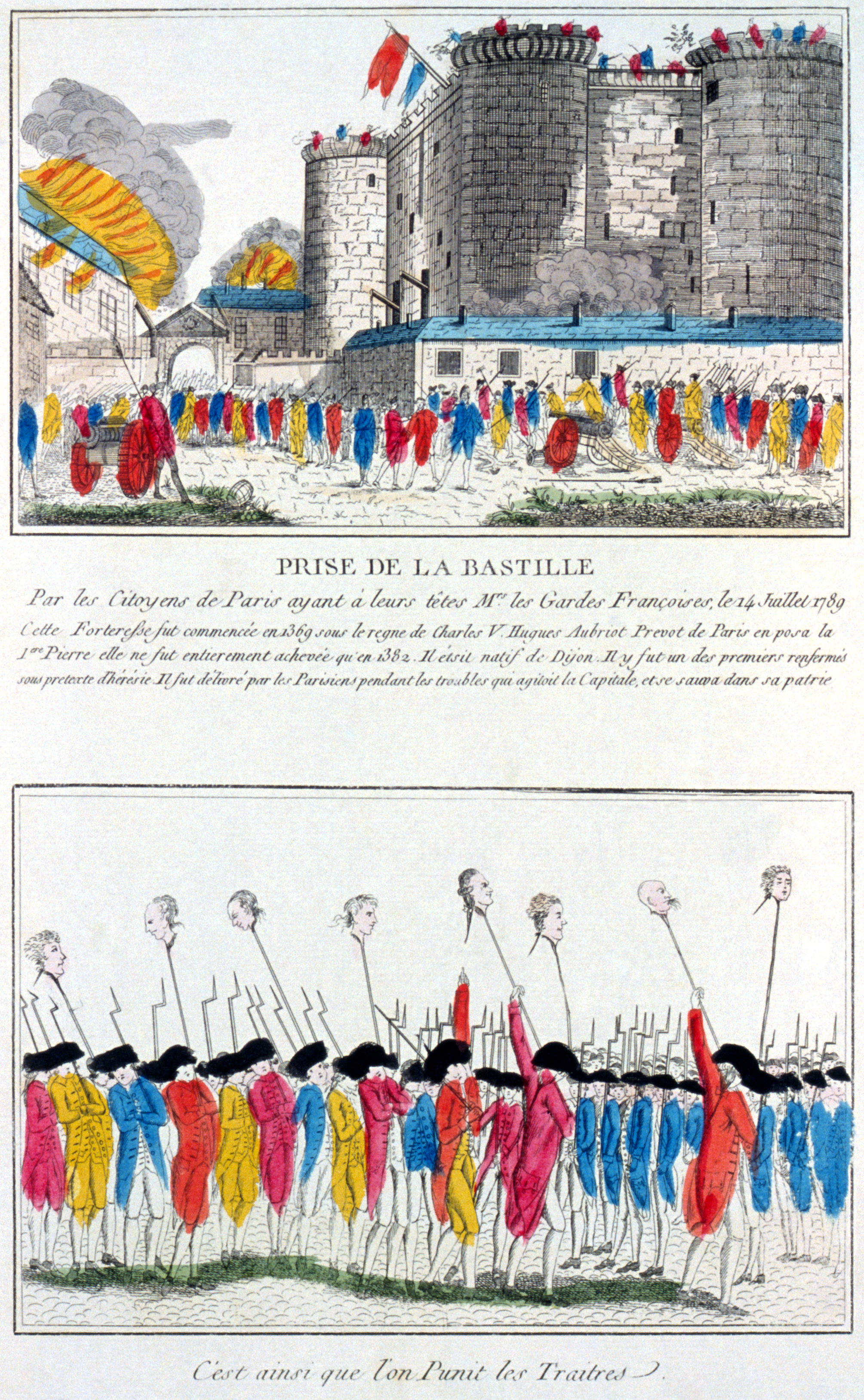
نقش فرنسي على لوح معدني يصوّر اقتحام الباستيل

في هذه الفترة كان سجن الباستيل فارغَا تقريبَا من السجناء؛ فيه فقط سبعة: أربعة مزورون، ومجنونان، ومنحرف أرستقراطي واحد وهو الكونت دي سولاجي comte de Solages (وكان قد نُقل الماركيز ديي ساد من السجن قبل عشرة أيام من يوم اقتحامه). التكاليف المنفقة على الحامية وصيانة الحصن الذي يعود تاريخه إلى العصور الوسطى، واستعماله لغرض محدود جدًا أدى إلى اتخاذ قرار بإغلاقه قبل وقت قصير من اندلاع الاضطرابات.لكن رغم ذلك، كان يشكل رمزًا للاستبداد الملكي.
تكونت الحامية الدائمة من اثنين وثمانين من المحاربين القدامى invalides (الجنود الذين لم يعودوا ملائمين للخدمة في ميدان القتال). ولكن تم دعمه في السابع من تموز بـاثنين وثلاثين جندي تابعين لفرقة ساليس ساماد السويسرية the Swiss Salis-Samade Regimen في ساحة دي مارس. وكان على الأسوار ثماني عشر بندقية تزن ثمانية باوند، واثنتا عشرة قطعة صغيرة.أما المحافظ فكان بيرنارد رينيه دي لوانيبيرنارد ، ابن المحافظ السابق والمولود داخل سجن الباستيل.
قائمة المدافعين عن سجن الباستيل تشمل حوالي 600 اسمًا، ومجموع الحشود كان تقريبا أقل من 1000. احتشدت الجماهير في الخارج في منتصف الصباح مطالبين بإعلان السجن للاستسلام وإزالة البنادق وإخراج الأسلحة والباروددُُعي اثنين من ممثلي الجماهير للدخول إلى داخل الحصن، وبدأت بعدها المفاوضات؛ وفي الظهيرة سمح لآخر بالدخول حاملاً مطالب محددة.طالت المفاوضات طويلا بينما ازداد عدد الحشود ونفد صبرهم.تدفقت الحشود حوالي الساعة الواحدة والنصف نحو الفناء الخارجي غير المحمي، وقطعوا سلاسل الجسر المتحرك المؤدي إلى الفناء الداخلي والذي أدى إلى سحق أحد المدافعين سيء الحظ. تقريبا في هذا الوقت بدأ إطلاق النار، رغم أن معرفة أي الفريقين بدأ إطلاق النار أولا لن يتم التوصل إليها أبدا بشكل قاطع. ويبدو أن الحشود شعرت نفسها قد وقعت في فخ وأصبح القتال أكثر عنفًا وشدة، وتجاهل المهاجمون محاولات النواب للتوصل إلى وقف إطلاق النار.
استمر إطلاق النار. وفي الساعة الثالثة، دعم متمردو الحرس الفرنسي وغيرهم من الفارين من القوات النظامية ومعهم مدفعين المهاجمين.ولم تتدخل قوات الجيش الملكية ذات القوة الكبيرة المعسكرة في ساحة دي مارس المجاورة. ومع وجود احتمالية وقوع مجزرة مشتركة بين الطرفين، ظهر محافظ السجن دي لوني فجأة وأمر بإيقاف إطلاق النار في الساعة الخامسة. وتم تسليم رسالة يعرض فيها شروطه للمحاصِرين في الخارج عبر فتحة في البوابة الداخلية.وعلى الرغم من رفضهم لطلباته، إلا أن دي لوني استسلم مدركًا أن قواته لن تقوَ على الصمود أكثر من ذلك، وفتح الأبواب المؤدية إلى الفناء الداخلي فاندفع المتظاهرون للداخل محررين الحصن الساعة الخامسة والنصف.
ذهب ضحية القتال ثمانية وتسعون مهاجمًا وومدافع واحد. وأُلقي القبض على دي لوني وسُحب إلى دار بلدية دفيل Hôtel de Ville وسط وابل من الشتائم. وبدأ نقاش حول مصيره خارج دار البلدية.وصاح المهزوم دي لوني: «كفى! دعوني أمت!» وركل طاهي فطائر اسمه دواليت Dulait على فخذه، فطعنوه عدة مرات حتى سقط، ونشروا رأسه وثبتوه على رمح ليجوبوا به الشوارع. وقتل الحشود أيضا الضباط الثلاثة لحامية الباستيل الدائمة، وقد نقل الجنود الناجون تفاصيل جراحهم وألبستهم وأعدم اثنين من المحاربين القدامى التابعين للحامية، وقام الحرس الفرنسي بحماية جميع السويسريين النظاميين التابعين لفرقة ساليس ساماد عدا اثنين، وتم تحريرهم تدريجيا ليعودوا إلى فرقتهم. وكتب ضابطهم ليتنانت لويس دي فلو Lieutenant Louis de Flue، والذي نجا، تقريرًا مفصّلاً حول دفاعهم عن سجن الباتستيل والذي أُدرج في سجل أداء الفرقة.
إن موت الماركيز دي لوني، والذي اتهم دي فلو قيادته بالضعف وعدم الحسم، أمر خطير (بل وربما غير عادل).ويبدو أن مسؤولية سقوط الباستيل تقع على عاتق قادة قوات الجيش الملكية المعسكرة في ساحة دي مارس، حيث أنهم لم يقوموا بأي جهد للتدخل بينما كان ديزنفاليد المجاور والباستيل يُهاجمان.
أما في دار بلدية دفيل، فقد اتهم الجماهير شهبندر التجار prévôt ès marchands جاك دى فليسيل Jacques de Flesselles بالخيانة، واغتيل في طريقه إلى المحاكمة الصورية في القصر الملكي.

## العواقب

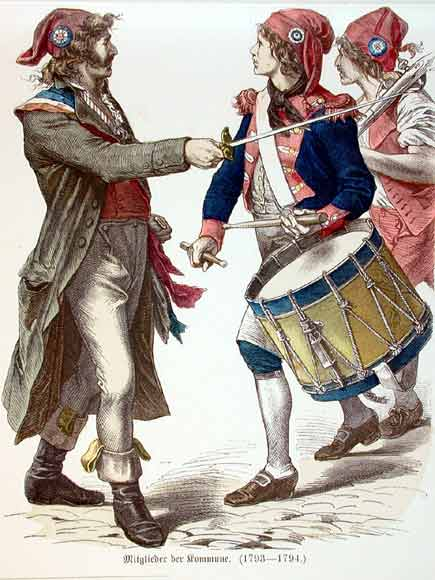
"سون كولوت" مرتدين القلنسوات والأشرطة ذات الألوان الثلاثة.

توقع مواطنو باريس هجومًا مضادًا، فتحصّنوا الشوارع، وأقاموا الحواجز من حجارة الرصف، وتسلحوا بكل ما استطاعوا وخاصة بالرماح. في ذلك الوقت، بقيت الجمعية في فرساي جاهلة بمعظم الأحداث التي شهدتها باريس، لكنها كانت مدركة تمامًا أن المارشال دى بروجلي كان داعمًا لإحداث انقلاب ملكي لإجبار الجمعية على تبني مرسوم الثالث والعشرين من تموز  ومن ثم حلها. وعلى ما يبدو، أحضر دي نوال de Noailles في البداية أخبار دقيقة حول أحداث باريس إلى فرساي. وأرسل ام جانيل M. Ganilh وبانسال ديس اسارت Bancal-des-Issarts إلى دار بلدية دفيل بسرعو وأكدوا هذا تقريره.
في صبيحة اليوم الخامس عشر من تموز، أصبحت العواقب واضحة للملك أيضا، وتنحّى عن منصبه هو وقادته العسكريين. وتشتت القوات الملكية المعسكرة حول باريس إلى مواقعهم على الحدود. وتولى الماركيز دي لا فاييت السيطرة على الحرس الوطني في باريس، بينما أصبح جان سيلفان بايي – قائد أحد قادة الطبقة الاجتماعية الثالثة والمحرض على قسم نادي التنس - عمدة المدينة تحت هيكلية الحكومة الجديدة والمعروفة باسم "بلدية باريس Commune de Paris" .وأعلن الملك أنه سيستدعي نيكر ليعود من فرساي إلى باريس.في السابع والعشرين من تموز، وافق الملك على القبعة المثبت عليها أشرطة ذات الألوان الثلاثة من بيلي ودخل دار بلدية دفيل ينما تغيرت الهتافات من «يعيش الملك» إلى «تعيش الأمة.»
و بعد هذا العنف، بدأ النبلاء - والذين لم يثقوا بالتسوية الظاهرية التي تبين أنها مؤقتة بين الملك والشعب - بالفرار من البلاد كلاجئين سياسيين émigrés  . وكان من ضمن المهاجرين الأوائل كونت أرتوا (ملك فرنسا المستقبلي شارل العاشر) وولديه الأمير دي كوندي prince de Condé ووالأمير دي كونتي prince de Conti، وعائلة بوليجناك Polignac ، وفيما بعد وزير المالية السابق شارلز ألكسندر دي كالون Charles Alexandre de Calonne.واستقروا في تورين، وهناك بدأ كالون، بصفته وكيلا للكونت دي ارتوس والأمير دي كوندي، بالنخطيط لخرب أهلية داخل الملكة والتحريض لتشكيل ائتلاف أوروبي ضد فرنسا.
عاد نيكر من بازل إلى فرنسا وسط فرحة الانتصار (التي سرعان ما تبددت) واكتشف حين وصوله أن الجماهير قد قتلت فولون Foulon وابن أخ فولون، بيرثييه (Berthier)، وأن البارون دى بيسينفالbaron de Besenval (قائد تحت إمرة بروجلي) قد أسر. ورغبة من نيكر في تجنب المزيد من سفك الدماء، أكد على المطالبة بتحقيق عفو عام يصوت عليه مجموع منتخبي باريس. وقد أخطأ نيكر تقدير وزن القوات السياسية بمطالبته بالعفو بدلا من مجرد المطالبة بمحاكمة عادلة وغالى في تقدير قوة جمعية اد هوك ad hoc assembly حين أقامت محاكمة في شاتليت Châtelet ولكنهم سرعان ما قرروا إلغاء أمر العفو لحفظ مكانتهم وربما أرواحهم. ويعتبر مغنت هذه الحادثة أنها اللحظة التي تركت الثورة فيها نيكر خلفها.
انتشر أمر نجاح التمرد في باريس إلى كافة أنحاء فرنسا.ووفقًا لمبادئ السيادة الشعبية وبالتجاهل التام لمطالب السلطة الحاكمة، أنشأ السكان نظام مماثل في مجالس البلديات لبناء الحكومة المدنية، وحرس وطني لتقديم الحماية المدنية. وفي المناطق الريفية، ذهب الكثيرون أبعد من ذلك؛ فقام البعض بإحراق صكوك التمليك وعددًا ليس بالقليل من القصور، وهاجموا ملاك الأراضي معتقدين أن الطبقة الأرستقراطية كانت تسعى إلى إخماد الثورة، وذلك خلال انتشار «الرعب الهائل» في المناطق الريفية في الفترة الممتدة من 20 تموز إلى 5 آب.
وكملاحظة تاريخية مثيرة للاهتمام، فإن مفتاح الباستيل موجود الآن في مقر جورج واشنطن في ولاية ماونت فيرنون Mount Vernon، وقد أرسله له لايفيت Layfette عام 1790م.

## قراءات إضافية
- Lüsebrink, Hans-Jürgen; Reichardt, Rolf; Schürer, Norbert (1997). The Bastille. Duke University Press. ISBN:9780822318941. مؤرشف من الأصل في 2016-04-25.{{استشهاد بكتاب}}:  صيانة الاستشهاد: أسماء متعددة: قائمة المؤلفين (link)
- Mignet, Francois-Auguste (1 يناير 2006). History of the French Revolution from 1789 to 1814. مؤرشف من الأصل في 2019-09-29.
- Taylor, David (1997). The French Revolution. Heinemann. ص. 16–17. ISBN:9780435316945. مؤرشف من الأصل في 2016-06-17.
- Stephens, Henry Morse (1886). A History of the French Revolution. C. Scribner's sons. ص. 128–168. مؤرشف من الأصل في 2016-05-08.
- Abbott, John Stevens Cabot (1887). The French Revolution of 1789 as Viewed in the Light of Republican Institutions. Jefferson Press. ص. 112–122. مؤرشف من الأصل في 2016-04-30.

## وصلات خارجية
- Thomas Jefferson's letter to John Jay recounting the storming of the Bastille